# Abe Shōō

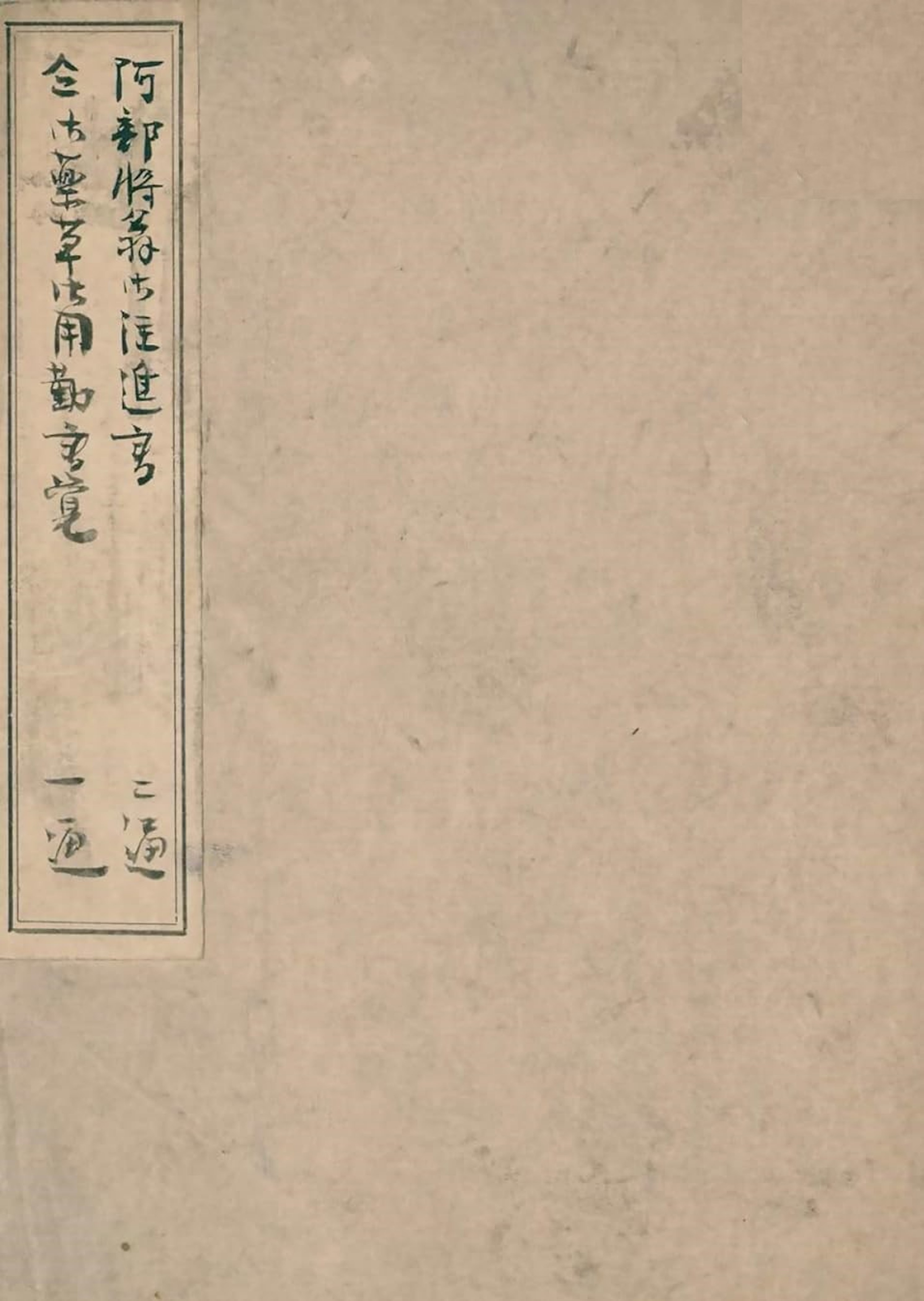
Abe Shōō Buch

Abe Shōō (japanisch 阿部 将翁; geboren in Morioka (Provinz Mutsu); gestorben 18. Februar 1753 in Edo) war ein japanischer Gelehrter der Pflanzenheilkunde.

## Leben und Wirken
Abe Shōō führte eigentlich den Vornamen Tomo-no-shin (友之進), wurde aber unter „Shōō“ – etwa „Fürstlicher Alter“ bekannt. Auf dem Weg nach Osaka erlitt er Schiffbruch und wurde in der chinesischen Provinz Fujian an Land gespült. Er lebte 18 Jahre lang in Hangzhou, studierte Medizin und Kräuterheilkunde, bevor er schließlich nach Japan zurückkehrte.
Im Jahr 1722 reagierte Abe auf die Anfrage des Shogunats und wurde medizinischer Gesandter. Zusammen mit seinem Schüler Uemura Saheiji-Masakatsu (植村 佐平次政勝; 1695–1777) führte er medizinische Untersuchungen in den Regionen Kantō-Koshinetsu (関東甲信越), Ou (奥羽) und Ezo durch, wobei er sich mit Feldforschungen zu vielen nützlichen Pflanzen und Mineralien befasste. Er beschäftigte sich mit dem Anbau verschiedener Heilkräuter im Pharmazeutischen Garten Komaba (駒場薬園. Komaba Yakuen) des Shogunats und schaffte es insbesondere, Ginseng im Inland zu produzieren, was zur Senkung der Arzneimittelpreise beitrug.
Abe kritisierte die Kräuterheilkundeschule, die sich auf klassische Studien konzentrierte, gründete eine Kräuterheilkundeschule und publizierte Werke wie „Saiyaku“  (採薬) „Sammeln von Arzneimitteln“. Zu seinen weiteren Werken gehört „Saiyaku hishi“ (採薬使記) – etwa „Hinweise zum Arzneimittelgebrauch“. 
Bestattet wurde Abe am Tempel Bairin-ji in Edo. Zu seinen besten Schülern zählen Tamura Ransui und Endō Genri (遠藤 元理; Geburts- und Sterbejahr unbekannt), die das Erbe ihres Meisters weiter entwickelten das Erbe ihres Meisters weiter. Hiraga Gennai, ein vielseitiges Genie, war ein Schüler von Tamura.